# 大島涼花
大島 涼花（おおしま りょうか、1998年〈平成10年〉10月21日 - ）は、日本の女優であり、女性アイドルグループ・AKB48の元メンバー。神奈川県出身。所属事務所はMETEORA。

## 略歴
2011年9月24日、AKB48第13期生オーディション最終審査に合格した。同年12月8日、AKB48劇場で開催された「AKB48 6周年記念公演」でお披露目される。
2012年8月24日に開催された『AKB48 in TOKYO DOME 〜1830mの夢〜』初日公演において、チームAに昇格することが発表された。13期生としては初で、かつ唯一のチームA昇格者でもある。同年11月1日、チームAに異動した。
2014年1月29日、岡田奈々・川栄李奈とともに「チーム神奈川」名義で、JR東日本の横浜線に導入される新型車両E233系電車6000番台の営業運行開始に際し、展開する「横浜線新型車両導入キャンペーン」の宣伝を担当することが発表された。同年2月24日、Zepp DiverCityで開催された『AKB48グループ大組閣祭り』で、チームBへの異動になることが発表された。同4月24日、チームBに異動した。
2014年5月20日から6月6日にかけて投票が実施された『AKB48 37thシングル 選抜総選挙』で80位となり、アップカミングガールズに選出される。同年9月17日、日本武道館で開催された『AKB48グループ・じゃんけん大会2014 〜拳で勝ち取れ!1/300ソロデビュー争奪戦〜』において、11月26日発売の38thシングル「希望的リフレイン」で初めて選抜メンバー入りすることが発表される。
2015年3月26日、さいたまスーパーアリーナで行われた『AKB48 春の単独コンサート〜ジキソー未だ修行中!〜』においてチームBの副キャプテンに就任することが発表された。
2016年5月31日から6月18日にかけて投票が実施された『AKB48 45thシングル 選抜総選挙』では32位となり、アンダーガールズに選出されたが、2017年3月23日の劇場公演においてAKB48から卒業することを発表した。同年6月4日に最後の握手会、6月8日に卒業公演が行われ、初お披露目から6年半にわたるAKB48メンバーとしての活動を終了した。
AKB卒業3か月後の2017年9月28日に自身の公式ブログ（LINE BLOG）を開設した。以後は事務所に所属せず知り合いの劇団や演出家を伝い舞台を中心に活動するが、2019年10月1日、株式会社TRUSTARに所属することが発表された。
2020年10月21日、自身初のイメージDVD『閃光』をリリースした。
2022年10月1日、株式会社METEORAへ移籍した。

## 人物
身長は152cm。AKB48加入時は145cmで、高橋みなみよりも3.5cm低かった。

### AKB48
AKB48に入るきっかけは、元々AKB48が好きで、3回だけ参加した握手会で会った大島優子に魅了されたことであり、中学1年生の時に小学校からの同級生で友達の相笠萌が、13期研究生オーディションを受けることを聞いて一緒にオーディションを受けたことである。ちなみに研究生時代は大島優子のアンダーとして出演することが多かった。
何でも楽しんでをモットーにしている。アイドルとして日頃から大切にしていることは、『AKB49〜恋愛禁止条例〜』の舞台をやっていた時に宮澤佐江から教えてもらった「感謝の気持ち」と「初心を忘れない」ということであり、なりたいメンバーの目標として宮澤の名前をあげている。『AKB49〜恋愛禁止条例〜』の舞台などを通して、演技の仕事が好きになり、将来の夢を女優になることとしていた。
2014年に宮澤と柏木由紀が、大島を高橋朱里とともに注目の若手メンバーと評価したのに対し、チームA在籍時のキャプテンである横山由依も2人は手塩にかけて育てたメンバーだと認めている。話しやすい横山には、研究生の頃から何度も相談をした。
いたずらが大好きで、AKB48の先輩からはクソガキ、またはKSGK（クソガキの略）と呼ばれていた。

## AKB48での参加楽曲

### シングル選抜楽曲
- 「ギンガムチェック」に収録 
  - あの日の風鈴 - 「ウェイティングガールズ」名義
- 「UZA」に収録 
  - 次のSeason - 「アンダーガールズ」名義
  - 孤独な星空 - 「Team A」名義
- 「永遠プレッシャー」に収録 
  - 私たちのReason
- 「So long !」に収録 
  - Waiting room - 「アンダーガールズ」名義
  - Ruby - 「篠田TeamA」名義
- 「さよならクロール」に収録 
  - バラの果実 - 「アンダーガールズ」名義
  - イキルコト - 「Team A」名義
- 「ハート・エレキ」に収録 
  - キスまでカウントダウン - 「Team A」名義
- 「前しか向かねえ」に収録  
  - 秘密のダイアリー - 「Baby Elephants」名義
- 「ラブラドール・レトリバー」に収録 
  - Bガーデン - 「Team B」名義
- 「心のプラカード」に収録 
  - チューインガムの味がなくなるまで - 「アップカミングガールズ」名義
- 希望的リフレイン
  - ロンリネスクラブ - 「Team B」名義
- 「Green Flash」に収録
  - ヤンキーロック
- 僕たちは戦わない
  - Summer side - 「セレクション16」名義
- 「ハロウィン・ナイト」に収録
  - ヤンキーマシンガン
- 「唇にBe My Baby」に収録
  - 君を君を君を… - 「次世代選抜」名義
  - マドンナの選択 - 「れなっち総選挙選抜」名義
  - 金の羽根を持つ人よ - 「Team B」名義
- 「君はメロディー」に収録
  - LALALAメッセージ - 「AKB48次世代選抜」名義
- 翼はいらない
  - 恋をすると馬鹿を見る - 「Team B」名義
- 「LOVE TRIP/しあわせを分けなさい」に収録
  - 伝説の魚 - 「アンダーガールズ」名義
- 「ハイテンション」に収録
  - 抑えきれない衝動 - 「ウェイティングサークル」名義
  - ハッピーエンド - 「レナッチーズ」名義

### アルバム選抜楽曲
『1830m』に収録
- さくらんぼと孤独 - 「研究生」名義
- いつか見た海の底 - 「Up-and-coming girls」名義
- 青空よ 寂しくないか? - 「AKB48+SKE48+NMB48+HKT48」名義

『次の足跡』に収録 
- 確信がもてるもの - 「Team A」名義

『ここがロドスだ、ここで跳べ!』に収録
- ダウンタウンホテル100号室
- To goで - 「倉持Team B」名義

『0と1の間』に収録
- ミュージックジャンキー - 「Team B」名義
- 始まりの雪

『サムネイル』に収録
- あの日の自分
- 青くさいロック

### 劇場公演ユニット曲
チームB 5th Stage「シアターの女神」
- ロマンスかくれんぼ（前座ガール）[注 6]

チームA 6th Stage「目撃者」
- ミニスカートの妖精（前座ガールズ）

※全体曲は高橋みなみのアンダー
チームK 6th Stage「RESET」
- 檸檬の年頃（前座ガールズ）
- 心の端のソファー（大島優子のユニットアンダー）

研究生公演「RESET」
- 心の端のソファー[25]

研究生公演「僕の太陽」
- アイドルなんて呼ばないで[26]

チーム4 1st Stage「僕の太陽」公演
- アイドルなんて呼ばないで（島崎遥香のユニットアンダー）[27]

篠田チームA ウェイティング公演
- スカート、ひらり（チームA 1st Stage「PARTYが始まるよ」）[28]
- 天使のしっぽ（チームB 3rd Stage「パジャマドライブ」）[28]
- ガラスのI LOVE YOU（チームA 2nd Stage「会いたかった」）[29]

※渡辺麻友のアンダー
横山チームA ウェイティング公演
- ツンデレ!（チームA 5th Stage「恋愛禁止条例」）[30]
- 記憶のジレンマ（ひまわり組 2nd Stage「夢を死なせるわけにいかない」）[31]

※佐々木優佳里、高橋みなみのアンダー
チームB 6th Stage「パジャマドライブ」公演
- パジャマドライブ[32]

岩本輝雄「青春はまだ終わらない」公演
- ツンデレ!（チームA 5th Stage「恋愛禁止条例」）[33][34]

チームB 7th Stage「ただいま 恋愛中」公演
- 帰郷[35][36]
- 純愛のクレッシェンド（岩佐美咲のユニットアンダー）[37]

## 出演

### テレビドラマ
- セーラーゾンビ 第9話（2014年6月21日、テレビ東京） - 舞子の友達 役[38]
- マジすか学園4（2015年1月20日 - 3月31日、日本テレビ） - クソガキ 役[39]
- マジすか学園5（2015年8月25日、日本テレビ）[注 7] - クソガキ 役[41]
- キャバすか学園（2016年10月30日 - 2017年1月15日、日本テレビ） - あんこう / クソガキ 役[42][43]
- ウルトラマンタイガ 第11話・第12話（2019年9月14日・21日、テレビ東京） - 麻璃亜 役[44]
- 異世界居酒屋「のぶ」（2020年5月16日 - 7月17日、WOWOWプライム） - 町娘 役
- 星新一の不思議な不思議な短編ドラマ「白い服の男」（2022年6月7日、NHK BSプレミアム・NHK BS4K / 7月19日、NHK総合）
- 真相は耳の中 File3（2022年11月4日、テレビ東京） - 北原莉緒 役
- インフォーマ（2023年1月20日 - 3月24日、関西テレビ） - 有村 役[45][46]
- マイ・セカンド・アオハル 第1話 - 第8話（2023年10月17日 - 12月5日、TBS） - 白玉奈保子 役[47]
- たそがれ優作 第6話（2023年11月11日、BSテレビ東京） - 女優 役
- イグナイト -法の無法者- 第5話・第6話（2025年5月16日・23日、TBS） - 松原知里 役[48]

### その他のテレビ番組
- ザ・ノンフィクション AKB総選挙 今度こそ…。（2016年6月26日、フジテレビ）[49]

### 映画
- 劇場版ほんとうにあった怖い話～事故物件芸人4～（2022年2月11日、NSW） - 白木ミユ 役[50]

### 短編映画
- お遍路ガール～四国88サイクリング～（2017年12月20日、日本青年会議所四国地区協議会 公式YouTube・四国エリアケーブルテレビ）[51]

### 舞台
- ミュージカル「AKB49〜恋愛禁止条例〜」（2014年9月11日 - 16日、AiiA Theater Tokyo） - 田子千明 役[52]
- ミュージカル「マジすか学園〜京都・血風修学旅行〜」（2015年5月14日 - 16日、AiiA Theater Tokyo） - サンカク 役[53]
- 絢爛とか爛漫とか（2016年4月9日 - 15日、品川プリンスホテル クラブeX） - 柳原まや子 役[54][55][56]
- マジすか学園〜Lost In The SuperMarket〜（2016年7月25日 - 8月5日、赤坂ACTシアター） - ウーチン 役[57][58]
- リーディングシアター「恋工場」（2016年9月18日、ベルサール渋谷ガーデン Cホール）[59]
- 白と黒の同窓会 〜まさかのダブルブッキング編〜（2017年10月12日 - 15日、新宿村LIVE） - 主演
- 朗読劇「THE LAST DAY」（2017年11月25日、SHINING劇場） - 少女、客 役
- 100点un・チョイス！第4回本公演 舞台「8」（2017年12月20日 - 24日、ザ・ポケット）[60]
- ハンドシェイカー（2018年1月24日 - 28日、CBGKシブゲキ!!） - ヒロイン・コヨリ / 芥川小代理 役[61]
- LIVEDOG GIRLS「レディ・ア・ゴーゴー!! 2018」（2018年2月17日 - 25日、新宿村LIVE） - エル 役
- SOLID STAR プロデュースvol.13「我が家の最終的解決」（2018年3月28日 - 4月1日、シアターサンモール） - リーゼ＝ゲルトナー 役[62][63]
- 鬼切丸伝〜源平鬼絵巻〜[64]（2018年6月20日 - 24日、全労済ホール／スペース・ゼロ） - ヒロイン・静御前 役
- 清水一輝 × えのもとぐりむCollaboration Project 1st「ゴミノクワイ」（2018年7月4日 - 8日、赤坂RED/THEATER） - 大森響紀 役[65]
- DIVE!! The STAGE!!（2018年9月20日 - 30日、シアター1010 / 10月6日・7日、森ノ宮ピロティホール)　- 野村未羽 役[66]
- BASARA外伝～KATANA 虹の話ー銀杏ー（2019年1月25日 - 28日、紀伊国屋ホール） - 雪子 役[67]
- 100点un・チョイス！5周年記念公演第1弾 第6回本公演「ヒロイン」（2019年4月13日 - 21日、東京芸術劇場 シアターウエスト） - 安井朋菜 役[68]
- 誰かが彼女を知っている[69][リンク切れ]（2019年8月15日 - 19日、赤坂RED/THEATER）
- ビックリマン ザ★ステージ（2019年12月24日 - 29日、六行会ホール） - 十字架天使 役[70][71]
- カレイドスコープ -私を殺した人は無罪のまま-（2020年2月20日 - 3月1日、新宿FACE） - 鯨井久美 役[72]
- 恋するアンチヒーロー（2020年8月29日 - 30日、三越劇場・配信上演）[73]
- ATTENDANT“X”（2021年10月22日 - 24日、銀座博品館劇場）[74]
- 朗読劇「君の小説に登場する僕は」（2022年5月6日、TOKYO FM HALL）
- 音劇プロジェクト第2弾「名前をつけて保存～データフォルダ～」（2022年11月1日 - 6日、アトリエファンファーレ東池袋）

### ラジオ
- リッスン? 2-3（2015年10月度、文化放送） - マンスリーパーソナリティー[75]
- AKB48 今夜は帰らない…（2015年10月5日 - 2017年3月27日、CBCラジオ） - 8代目パーソナリティー[76]

### CM・広報
- ケンタッキーフライドチキン 骨なしケンタッキー「かぶりつき篇A」（2014年11月1日 - 26日）[77]
- バイトル
  - 「ハワイで贅沢」篇（2015年6月6日 - 終了）[78]
  - 「パート探し」篇（2015年6月8日 - 終了）[78]
- 日本損害保険代理業協会 Web限定動画「繋がり ～離れていても 繋がっている～」（2018年1月17日 - ）[79]
- ローソン 「あつまれ!!おいしいたんぱく質」キャンペーンCM（2022年6月7日 - ）[80]
- PACHINKO&SLOT ABC 企業CM「#旅するウクレレ」シリーズ（2022年7月1日 - ）[81][82]
  - 「旅するウクレレ #1 スマイル」篇[83]
  - 「旅するウクレレ #2 ブランコ」篇[84]
  - 「旅するウクレレ #3 キューピット」篇[85]
  - 「旅するウクレレ #4 ストリート」篇[86]
- SMBCモビット 「頑張る人への呼びかけ」篇（2023年）[87]
- テラスカイ 「mitoco」（2023年）[88]

### ネット配信
- マジすか学園4 外伝（2015年3月31日 - 5月5日、Hulu） - クソガキ 役
- マジすか学園5（2015年8月25日 - 10月27日、Hulu）[注 7] - クソガキ 役[41]
- AKBホラーナイト アドレナリンの夜 第12話「おばあちゃん」（2015年11月12日、ビデオパス・テレ朝動画） - 主演・もえ 役[89][90]
- 私が獣になった夜 第1話「同窓会の夜、彼氏とレスな私」（2021年6月25日配信開始、ABEMAプレミアム） - 主演・つむぎ 役[91]
- あけておねがい（2022年9月15日 - 27日、全13話、公式Twitter） - 美紅 役[92]
- インフォーマ -闇を生きる獣たち-（2024年11月7日 - 12月26日、ABEMA） - 有村 役[93]

### MV
- amazarashi『スワイプ』MV 「Village」collaboration song（2023年）[94]
- いきものががりmeets wacci「笑顔」（2024年）[95]

## 書籍

### 写真集
- AKB48れなっち総選挙選抜写真集 16colors（2017年1月31日、徳間書店、撮影：LUCKMAN、佐藤佑一）ISBN 978-4198642891[96]
- R（2020年5月20日、双葉社、撮影：植野恵三郎）ISBN 978-4575315509

## 映像作品

### イメージビデオ
- 「閃光」（2020年10月21日、イーネット・フロンティア）[18]